# Iglesia de Nuestra Señora de la Concepción (Los Realejos)
La parroquia de Nuestra Señora de la Concepción de Realejo Bajo está situada en el término municipal de Los Realejos, isla de Tenerife (Canarias, España).
Es Bien de Interés Cultural, con categoría de Monumento.

## Historia
En su configuración actual, se construye entre los años 1697 y 1701 partiendo de una ermita anterior dedicada a Santa María, cuya existencia consta desde al menos 1516 y que dependía de la Iglesia de Santiago de Taoro. En el año 1533 se le concede el beneficio parroquial y pasa a ser una comunidad independiente de la de Santiago.

## Descripción
La ermita primigenia constaba de una sola nave que, con la ampliación del edificio hacia el norte y el oeste, pasó a conformar la nave de la epístola. La materia prima utilizada fue la piedra de cantería extraída de la cantera del camino de Icod; piedra de la Dehesa para las cornisas y más de doscientas losas de Los Cristianos para el resto. La sacristía se levanta años más tarde, en 1790, al ampliar la existente para acoger los muebles y alhajas propiedad de la Iglesia. Con esta ampliación el templo queda configurado con las características propias de las iglesias canarias del siglo XVIII: capilla mayor comunicada con sacristías colaterales y camarín posterior, unida a tres naves con las capillas laterales. Estas capillas laterales tienen la típica techumbre de estructura mudéjar tan característica de la arquitectura religiosa canaria. Las tres capillas de La Concepción también se presentan separadas por sus correspondientes arcadas que en este caso incorporan dos capillas laterales en la nave central que modifican la simetría del templo.
Las portadas, hoy, son propias del estilo canario existente en la isla. Una de ellas, que pertenece a cierta dependencia situada a un nivel inferior al piso del templo, es de traza gótica con arco conopial de complicadas curvas y detalles muy del estilo en el resalte que sigue en todo el vano. De las tres portadas, dos son muy parecidas, la del costado norte y la que ocupa el lado derecho de la fachada. Constan de pilastras y entablamento que abarcan el arco de medio punto con adornos típicamente platerescos que se acentúa por el candelero que carga sobre cada pilastra. La tercera pilastra presenta sillares rehundidos dándole un aspecto singular.